# Старе Грабово
Старе Грабово (пол. Stare Grabowo) — село в Польщі, у гміні Завади Білостоцького повіту Підляського воєводства.
Населення — 71 особа (2011).
У 1975-1998 роках село належало до Ломжинського воєводства.

## Демографія
Демографічна структура станом на 31 березня 2011 року:
|          | Загалом | Допрацездатний вік | Працездатний вік | Постпрацездатний вік |
| -------- | ------- | ------------------ | ---------------- | -------------------- |
| Чоловіки | 36      | 7                  | 24               | 5                    |
| Жінки    | 35      | 10                 | 16               | 9                    |
| Разом    | 71      | 17                 | 40               | 14                   |